# Hálózat TV
A Hálózat TV egy film- és szórakoztató tévécsatorna volt, ami 2002. június 17-én kezdte meg adását. A csatornát helyi tévék összefogásából alapították azzal a céllal, hogy összefogja Magyarország jelentősebb városait.
A csatorna hangja 2002-2004-ig ismeretlen, 2004-2013-ig Csernák János volt.

## Története
A csatorna 2002. június 17-én kezdte el adását, műsora egy részét esténként az erre szerződött helyi tévék is átvették, így a Hálózat TV hiánypótló volt az országos csatornák között (mivel a helyi tévék is sugároztak analóg földi sugárzással). 
A csatorna indulása óta háromszor váltott logót és arculatot. Az első arculatváltás 2003-ban, másodikat 2004-ben, a harmadik, utolsó arculatváltása 2007. május 20-án volt.
2008. január 23-án a Digi TV műholdas kínálatában a csatorna helyét a 2019 márciusában megszűnt Echo TV vette át.
A UPC-nél 2011-ben szűnt meg a terjesztése, az Amos műholdon (4°nyugati pozícióban) korábban (2007-2013) kódolatlanul, míg a Telekom Satnál előfizetéssel (kódolva) volt fogható. 
2012. augusztus 24-én megpecsételték a csatorna sorsát: megszűnésének oka az volt, hogy már 2012 szeptembere óta felszámolás alatt működött, megszűnését több dolog előrevetítette 2008 óta, miután egyre több szolgáltató vált meg a csatornától.[forrás?]
A csatorna 2013. január 10-én 23:00-kor megszűnt, a csatorna műsorújságját január 13-ig közölték, hasonlóan a 2004. szeptember 4-én megszűnt Humor 1, a 2016-ban megszűnt Universal Channel, vagy a 2021. január 12-én megszűnt RTL Spike esetén.

## Műsorok

### Saját gyártású műsorok
- Adás-X
- Arcvonások: A siker női szemmel
- Balatoni barangolások
- A Doktor
- A csömödéri kisvasút
- A nagycenki Múzeumvasút
- A Nyírvidéki kisvasút
- A Tiszafüred-Karcag vasútvonal múltja és jelene
- Bencze-Show
- Business
- Csillagszem
- Ezo magazin
- Grand Prix
- Feketegyöngy
- Házibuli Attilával
- Helyszín
- Helyzet-Kép
- Hírháló
- Hurrá, vidékre költözünk!
- Infománia
- Irány a munka világa!
- Ízelítő - Kukkantson be hozzánk 5 percre!
- Játékháló
- Kabaré Kávéház (a Humor 1-en folytatódott később)
- Kábelvilág
- Kukkantó
- Különjárat
- Magyarország arborétumai
- Maksavízió (2003 és 2004 között a Humor 1 sugározta, majd visszakerült ide)
- Miért pont én?
- Nagy Mezőgazdasági Magazin
- Nefelejcs
- Nyitott Egyetem
- Öko-Házak
- Rányjelző
- Pénzhalász
- Príma torna
- SlágerMix Attilával
- Stílus
- Sztárok a konyhában
- Testépítés Bíró Icával
- Vicc&Tsa (a Humor 1-ről került át)
- Virágzó Magyarország
- Viva Natura - Vivát Natúra

### Saját gyártású sorozatok
- Édes Otthon
- Próba, szerelem
- Szerencsi, fel!
- Színház a kulisszák mögött (Az MTV Komédiások – Színház az egész... című sorozatának folytatása.)

### Sorozatok
- A liliomlány
- Betty, a csúnya lány
- Bűvölet
- Csacska angyal
- Derrick
- Édes Otthon
- Fekete gyöngy
- Forró szél
- Grimm legszebb meséi
- Kalózsziget
- Kimba, a fehér oroszlán
- Kisváros
- Szentföldi szenthelyek üzenete
- Szippancsok
- Te vagy az életem
- Thalassa
- Trópusi hőség
- Őfelsége kapitánya
- Őrangyalok

### Egyéb
- Teleshop
- Műveltségi kvíz